# Speocropia nigrofasciata
Speocropia nigrofasciata là một loài bướm đêm trong họ Noctuidae.